# Madyamebe
Madyamebe ist ein Ort in Äquatorialguinea im Süden der Provinz Litoral.

## Geographie
Der Ort liegt im Süden der Provinz im Hinterland der Stadt Bitica. Weiter östlich liegt die Siedlung Bingacue.

## Klima
Nach dem Köppen-Geiger-System zeichnet sich Madyamebe durch ein tropisches Klima mit der Kurzbezeichnung Am aus.